# Collection Budé
Die Collection Budé oder Collection des Universités de France ist eine Buchreihe, die griechische und römische klassische Literatur bis zum sechsten Jahrhundert (vor Kaiser Justinian) umfasst. Die Reihe ist nach dem französischen Humanisten Guillaume Budé benannt, wird von Les Belles Lettres herausgegeben und von der Association Guillaume Budé gefördert.

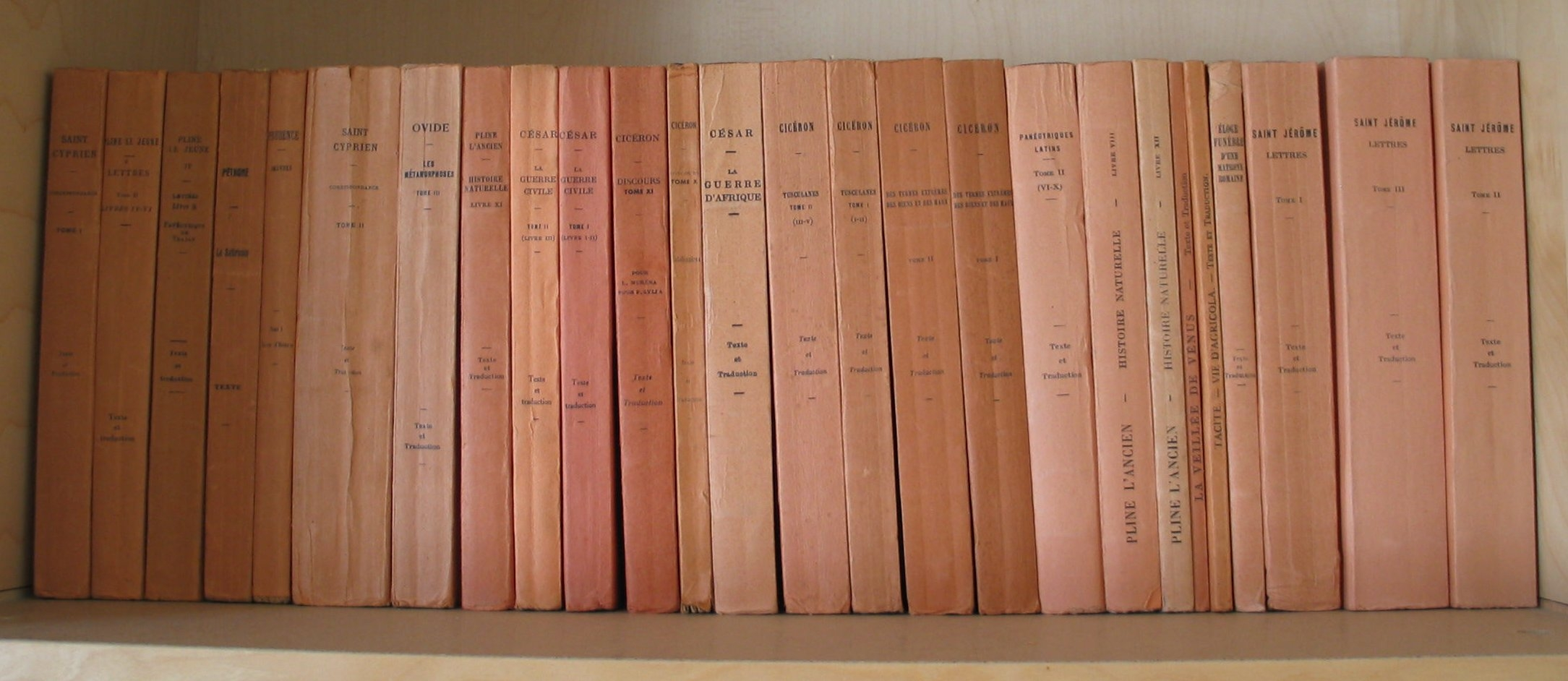
Einige Bände der lateinischen Reihe

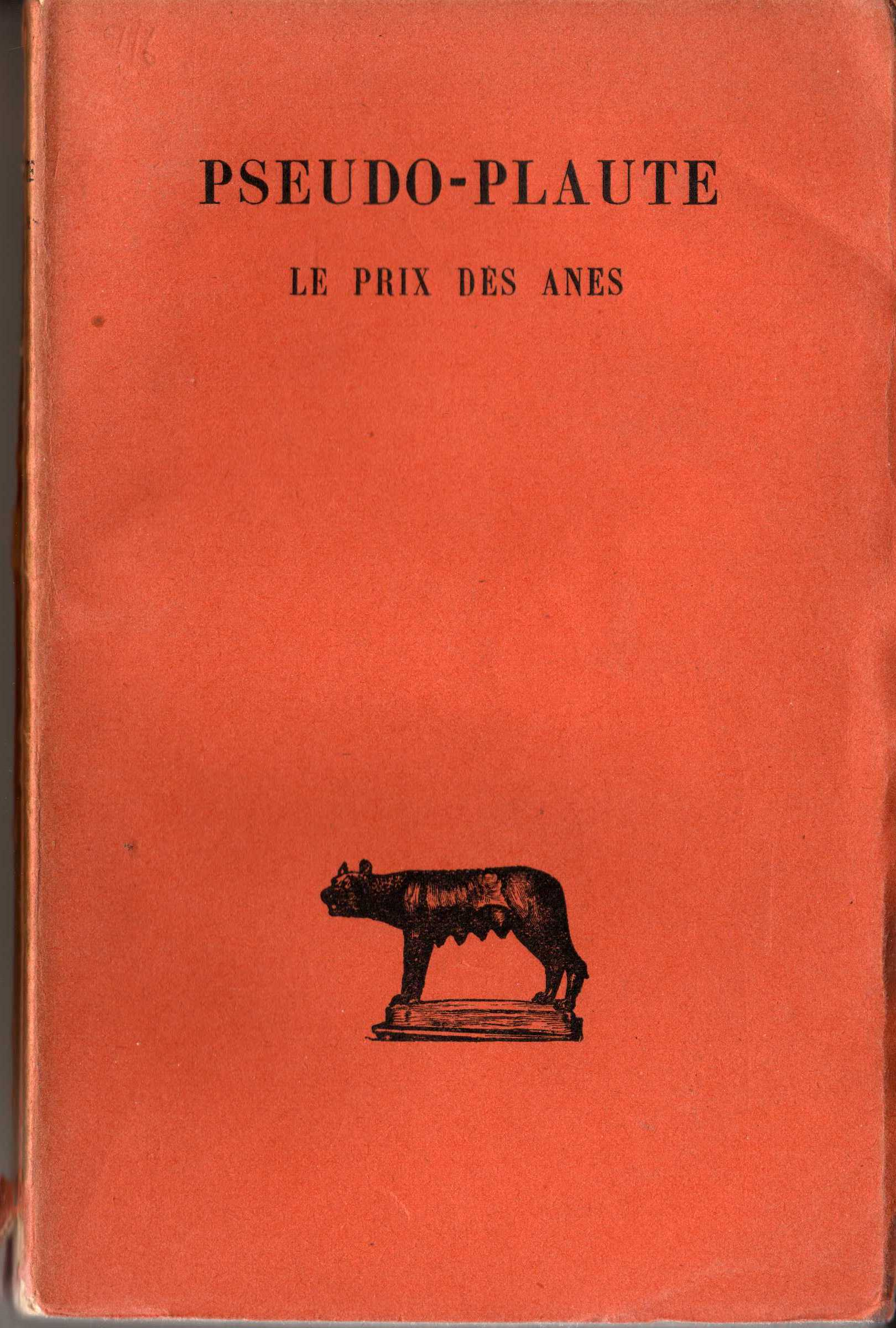
Ein Band der lateinischen Reihe

## Beschreibung
Jedes Buch der Reihe enthält eine Einleitung, Anmerkungen und Kritik sowie eine Titelseite in französischer Sprache. Einige Bände enthalten vollständige Kommentare. Die Bände der altgriechischen Literatur zeigen eine Eule, das Symbol von Athen, und haben gelbe Einbände. Die lateinischen Bände sind rot mit einer Abbildung der Kapitolinischen Wölfin. Die neuesten Bände haben ein Hardcover. Die neue Reihe Classiques en poche (Pocket Classics) ist für Studenten gedacht.

## Geschichte
Das erste Buch der Reihe, Platons Dialog Hippias der Jüngere, wurde 1920 veröffentlicht. Bald erschien das erste Buch in lateinischer Sprache, es war Lucretius’ De rerum natura.
Es wurden mehr als 800 Bände veröffentlicht, von denen etwa 430 griechisch und etwa 370 lateinisch waren. Die Reihe umfasst sowohl heidnische als auch christliche Autoren.